# لستر فرانک وارد
لستر فرانک وارد (۱۸ ژوئن ۱۸۴۱–۱۸ آوریل ۱۹۱۳) جامعه‌شناس، دیرینه‌شناس و گیاه‌شناس آمریکایی است.

## اندیشه
لستر وارد در دورهٔ خودش سرشناس بود ولی اعتبارش کمتر دوامی آورد. بیشتر زندگی خود را به عنوان یک دیرینه‌شناس برای دولت فدرال کار کرد. در این دوره از زندگی شروع به خواندن آثار هربرت اسپنسر و آگوست کنت کرد و به جامعه‌شناسی سخت علاقه‌مند شد. در اواخر سدهٔ ۱۹ و ابتدای سدهٔ ۲۰ چندین کتاب منتشر کرد و نظریه‌های جامعه‌شناختی خود را در آن آثار شرح داد. به سبب همین آثار بود که شهرت پیدا کرد و توانست در سال ۱۹۰۶ به عنوان اولین رئیس انجمن جامعه‌شناسی آمریکا انتخاب شود. در همین مقطع از زندگی بود که در دانشگاه براون نخستین مقام دانشگاهی خود را بدست آورد و تا پایان عمر در این مقام ماند. وارد تحت تأثیر افکار هربرت اسپنسر بود و این اندیشهٔ او را پذیرفته بود که انسان‌ها از صورت‌های پست‌تر به سطح کنونی تکامل یافته‌اند. البته او یک دارونیست اجتماعی تندرو نبود و به نیاز برای اصلاحات اجتماعی و اهمیت آن اعتقاد داشت. امروز لستر وارد تنها برای تاریخ نظریهٔ اجتماعی اهمیت دارد.